# ليلاند ميريل
ليلاند ميريل (بالإنجليزية: Leland Merrill)‏ هو مصارع رياضي أمريكي، ولد في 4 أكتوبر 1920 في دانفيل في الولايات المتحدة، وتوفي في 28 يوليو 2009 في برينستون في الولايات المتحدة.

## وصلات خارجية
- ليلاند ميريل على موقع قاعدة بيانات المصارعة الدولية (الإنجليزية)
- ليلاند ميريل على موقع أوليمبيديا (الإنجليزية)